# Земмлер, Август-Франц
Август-Франц Земмлер (нем. August Semmler; 1825—1893) — немецкий гравёр.

## Биография

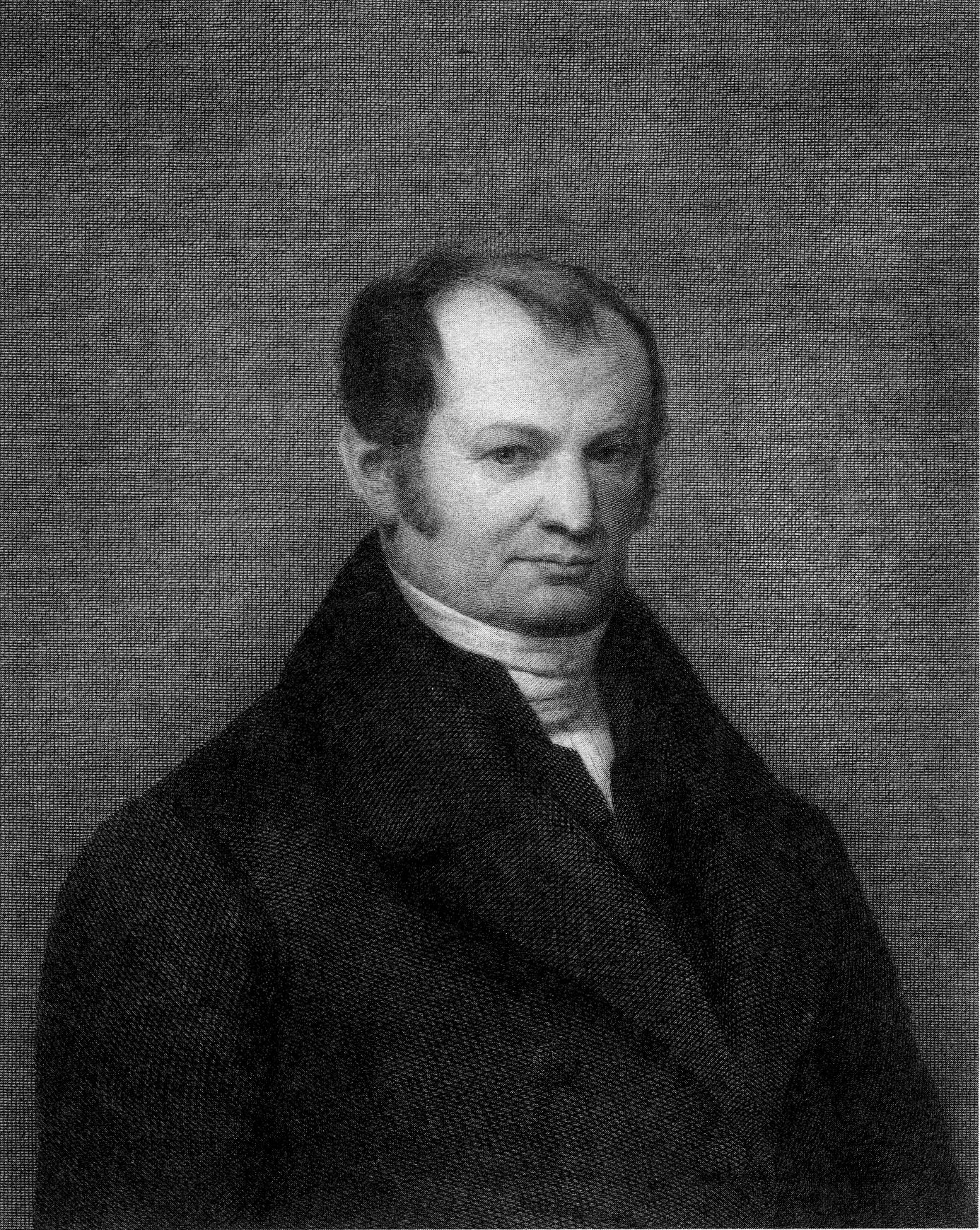
Портрет Карла Румора работы Августа Земмлера

Ученик Геннинга и Негера в Лейпцигской академии художеств (ныне Hochschule für Grafik und Buchkunst Leipzig). Совершенствовался в гравировании под руководством Стейнла в Дрездене. Путешествовал в 1851 и 1853 годах по Германии и Австрии, посетил Париж и Бельгию, после чего жил и работал в Дрездене.
Его произведения отличаются уверенностью резца и изяществом штриха; из них наиболее достойны внимания: «Юдифь с головою Олоферна» Филиппа Фейта, «Мадонна с гвоздикой» Рафаэля, дрезденская Мадонна Мурильо, «Три сестры», также с дрезденской картины Пальмы Старшего, и несколько портретов немецких поэтов.